# Àngel Marquès i Batllevell
Àngel Marquès i Batllevell (Falset, 1887 - Barcelona, 1958) fou un periodista i escriptor català.
Des de la seua arribada a Barcelona quan tenia 18 anys va ser un membre molt actiu de la Comunió Tradicionalista. Lo 1911 fou col·laborador del setmanari jaumí La Voz de la Tradición i el 1912 de La Trinchera. Ben aviat destacà com a orador en los aplecs carlins. També va escriure pels periòdics tradicionalistes Seny, Monarquía i Llibertat d'Igualada.
El novembre de 1917 Marquès va participar en lo Congrés de Joves tradicionalistes catalans al Círcol Tradicionalista de Barcelona amb Vicenç Carbó, Francesc Aizcorbe, Joan Baptista Roca, Pere Roma, Bernardí Ramonell i Josep Brú. Aquest congrés, organitzat amb lo propòsit de reorganitzar el tradicionalisme català i revisar-ne el seu programa, va ser criticat pels periòdics afectes a Mella com El Norte de Girona, el qual lo va acusar de fer maneigs per a afavorir l'aliança amb la Lliga Regionalista i trencar la unitat del partit, un any abans que fossen los dirigents mellistes qui finalment se'n separessen.
L'any 1919 va col·laborar amb Josep Bru, Marià Bordas, Joan Baptista Viza, Joan Baptista Roca, Lluís Carles Viada i d'altres en lo setmanari jaumí il·lustrat El Centinela Catalán que dirigia Joan Maria Roma. Lo mateix any fou designat membre de la Redacció a Barcelona del diari jaumí madrileny El Correo Español. També va esdevindre articulista d'El Correo Catalán.
A principis de la dècada de 1930 abandonà el carlisme i va formar part del Consell Nacional d'Unió Democràtica de Catalunya. Tanmateix, posteriorment se donà de baixa d'aquest partit i per a les eleccions generals espanyoles de 1936 va signar un manifest d'ex-consellers i ex-socis d'UDC demanant lo vot al Front Català d'Ordre, tot afirmant que la qüestió catalana no era l'única ni la més important, i que pel damunt hi havia la defensa dels «drets de l'Església i la societat» amenaçats per «l'actuació esquerrana en sentit laïcista i marxista».
Va participar activament en l'Obra d'Exercicis Parroquials, i en va crear la secció de Propaganda. Durant molts anys va ser president de l'Acció Catòlica de la parròquia de la Puríssima Concepció. L'any 1952 col·laborà eficaçment en lo Congrés Eucarístic Internacional de Barcelona, per la qual cosa el Papa li va concedir la Creu de Cavaller de l'Orde de Sant Silvestre.
Va escriure les novel·les propagandístiques de l'Obra d'Exercicis Parroquials anomenades Miralta i ¡Yo, no!, a més d'un llibre sobre el Santuari de Lorda. També va pintar alguns quadres sobre el paisatge de Falset. Morí a Barcelona el 20 de novembre del 1958.
Al districte barceloní d'Horta-Guinardó hi ha un carrer que duu el seu nom. Li va ser concedit per l'Ajuntament de Barcelona el 1959 a proposta de Frederic Udina i Martorell. Lo nom havia estat sol·licitat per l'Obra d'Exercicis Parroquials de la diòcesi de Barcelona, en nom del Ple de presidents de les lligues de perseverança de la diòcesi. A Falset en té també una plaça dedicada. L'any 1959 Antoni Balasch i Torrell va escriure un llibre en la seua memòria titulat Las Múltiples facetas de la personalidad de Ángel Marqués Batllevell.

## Obres
- Miralta (1936)
- ¡Yo, no! (1951)
- Lourdes, epifania del amor y del dolor (1957)